# Gothique brabançon

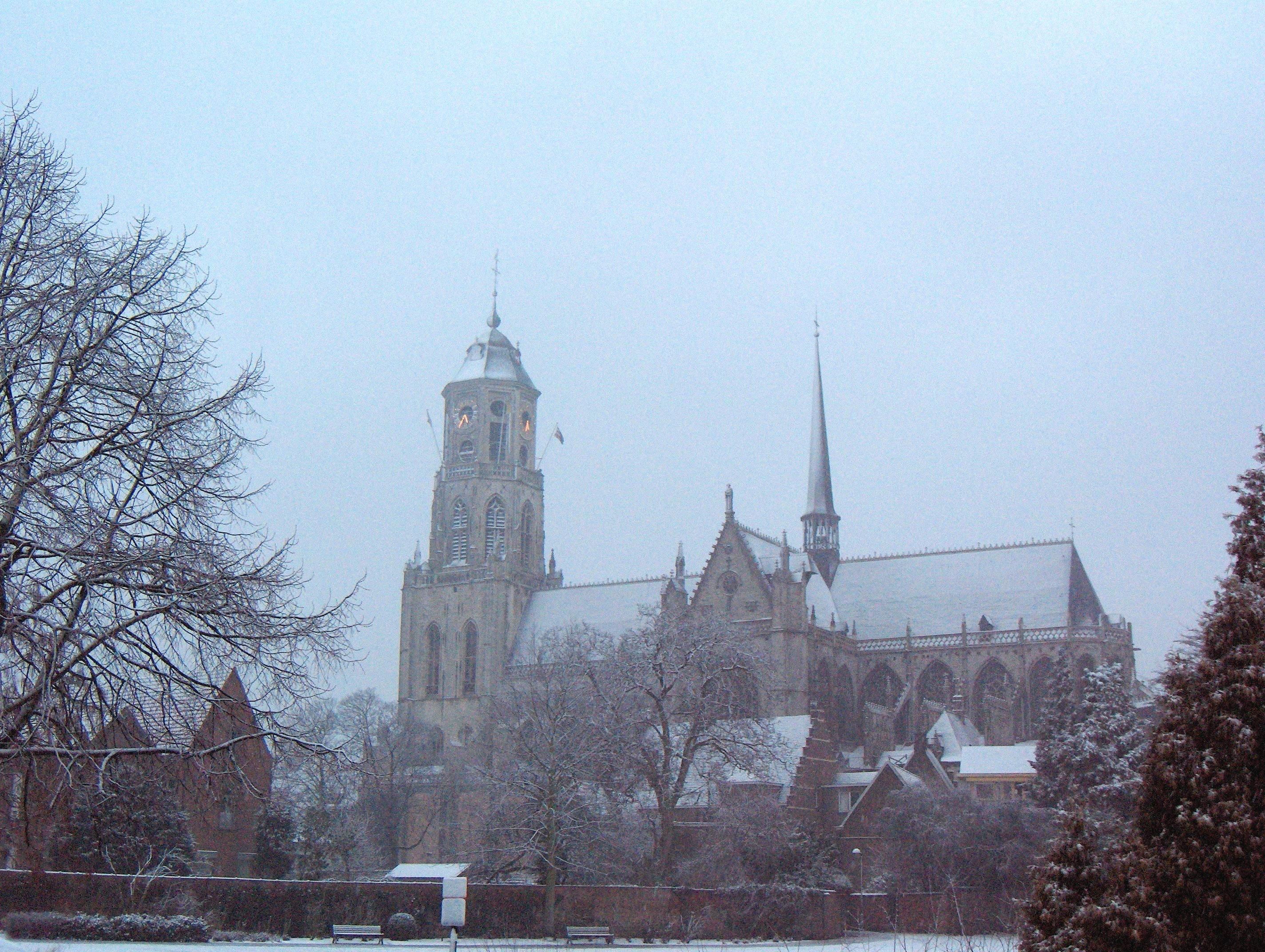
L'église Saint-Gommaire à Lierre.

Le gothique brabançon est un style local de l'architecture gothique qui caractérise de nombreux monuments situés sur le territoire couvert historiquement par le duché de Brabant, c'est-à-dire en Belgique (provinces de Brabant et d'Anvers) ainsi qu'au sud des Pays-Bas (province de Brabant-Septentrional), mais aussi dans les régions avoisinantes, notamment en Flandre, Zélande et Hollande, avec des variantes locales différenciées. Né à partir du XIVe siècle, influencé par le gothique français ainsi que par le gothique rhénan, le gothique brabançon a développé des caractéristiques qui lui sont propres. Il perdure jusque tardivement dans le XVIe siècle.

## Caractéristiques principales
Comme dans la partie nord de la France, l'église brabançonne comporte une nef de trois vaisseaux (haut vaisseau central et deux bas-côtés) ainsi qu'un chœur entouré d'un déambulatoire avec chapelles rayonnantes. Ce qui le distingue surtout extérieurement est la présence d'une tour très massive au niveau de la façade occidentale, en narthex, dotée d'un porche. C'est très souvent une tour unique, au point que les tours uniques en narthex sont considérées comme une caractéristique de ce style, on parle de clocher-porche. Mais elles peuvent aussi être deux (à Bruxelles et Anvers), et même prévue triple à Louvain sur une base commune massive (qui est probablement inspirée du massif occidental de Strasbourg). Le clocher-porche unique le plus spectaculaire se trouve à la cathédrale Saint-Rombaut de Malines. Les chapelles latérales sont dotées de pignons triangulaires. On note souvent l'absence de transept. Les rosaces sont absentes et remplacées par de grandes verrières, afin de ne pas couper l'élan vertical.

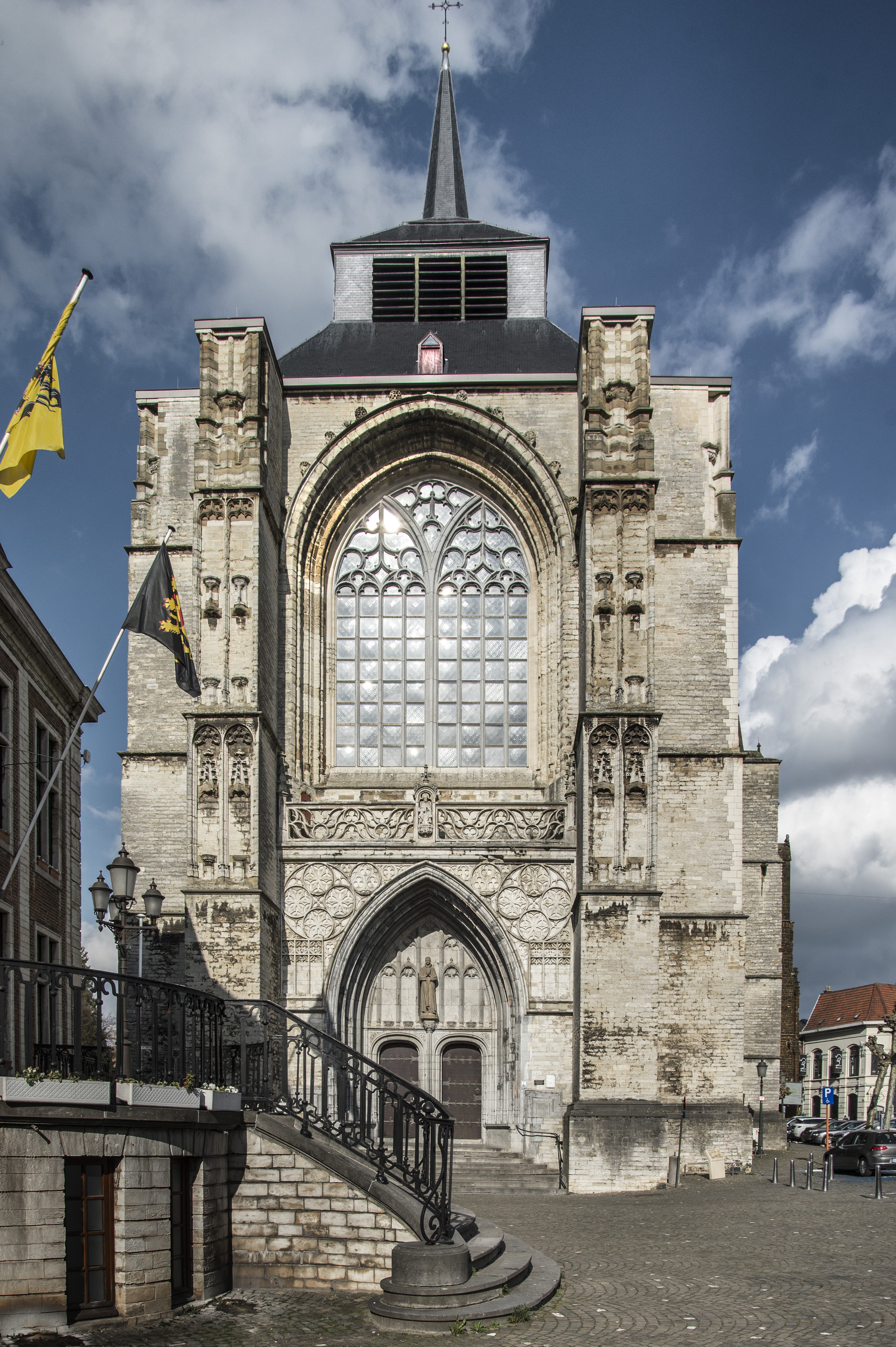
L'église Saint-Sulpice-et-Saint-Dionysius de Diest dont la construction débuta en 1321.

À l'intérieur, la nef est généralement bordée de colonnes cylindriques avec chapiteaux octogonaux à feuilles de choux frisées. Ces colonnes sont souvent ornées de statues d'apôtres. Mais il existe aussi un certain nombre de monuments brabançons importants où des piliers fasciculés sans chapiteau remplacent les colonnes rondes. Les voûtes sont en général modérément élevées, ce qui renforce le contraste avec la monumentalité des tours. Souvent les sanctuaires gothiques brabançons sont richement ornés de sculptures et de peintures. Les chapelles latérales de la nef communiquent entre elles, formant ainsi de nouvelles nefs.
Le gothique brabançon présente une persistance importante d'anciennes traditions architecturales flamandes, comme les colonnes rondes à chapiteaux octogonaux qui sont issues du gothique scaldien. Il a été fortement influencé par le gothique classique et rayonnant français, puis par le gothique flamboyant français avec toute son exubérance, mais il se différencie bien de ce dernier par plus d'ordre et de clarté des lignes verticales et horizontales, et moins de débordements. De nombreux monuments restent d'ailleurs assez sobres dans certaines de leurs parties (cathédrale d'Anvers) ou plus globalement (cathédrale de Gand). On note aussi parfois des influences du gothique anglais dans les détails décoratifs. Mais le gigantisme et la monumentalité des tours situées en narthex, en façade occidentale, avec une multiplication des lignes verticales, rapproche le gothique brabançon du gothique germanique et notamment des régions rhénanes (les tours de Cologne, Fribourg, Strasbourg, Ulm, etc). Les tours massives en narthex dont la volumétrie contraste fortement avec celle du vaisseau de l'église sont en effet un héritage du massif occidental de l'architecture carolingienne puis surtout ottonienne et romane des pays germaniques, qui s'est transcrit dans le gothique, tout comme le passage marqué du plan carré au plan octogonal fréquent dans l'élévation des tours. Le Brabant a longtemps été une province du Saint-Empire.

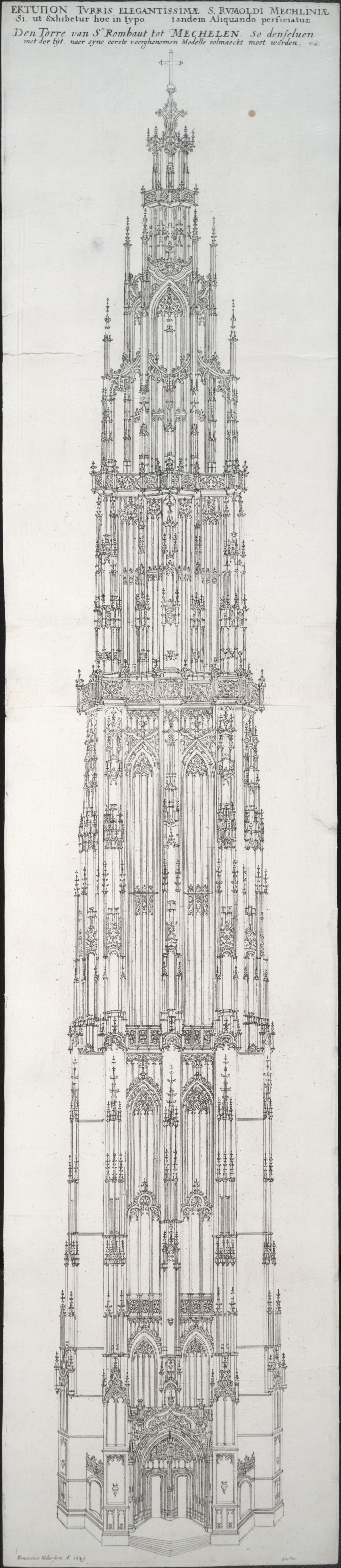
Le projet de la tour de Saint-Rombaut de Malines.
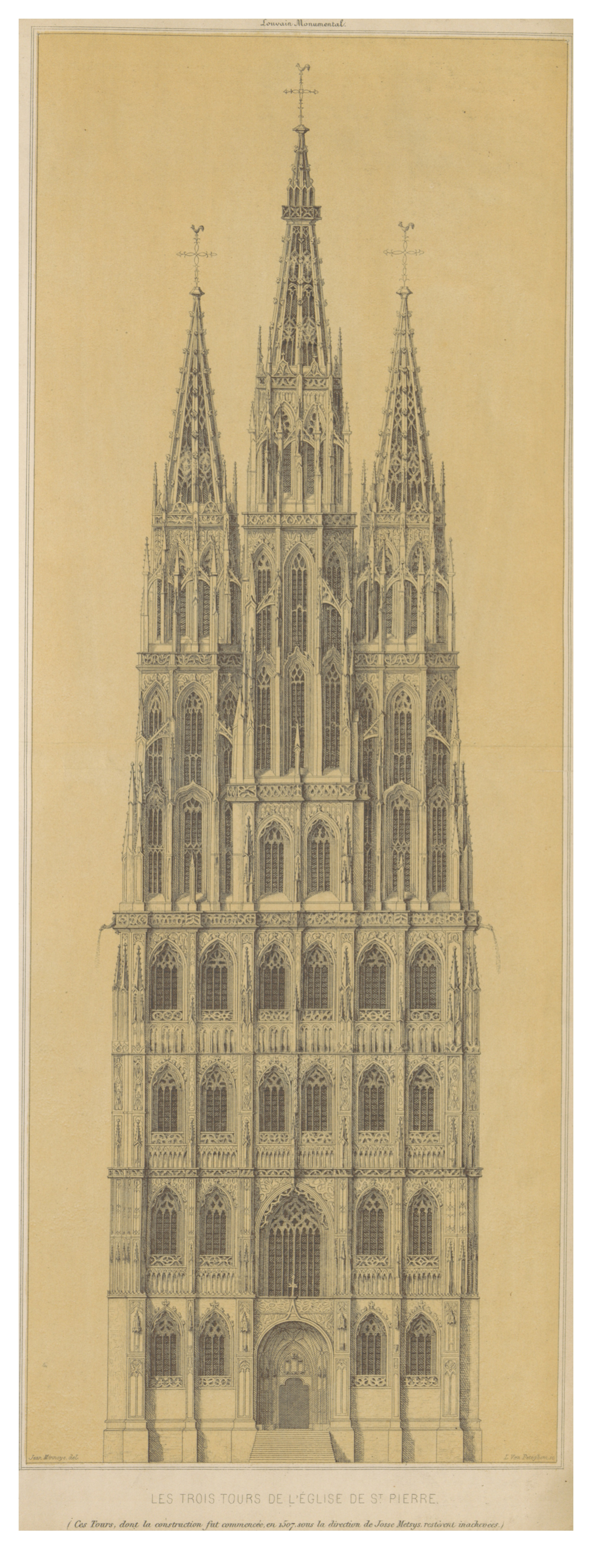
Les trois hautes tours prévues pour le massif occidental de Saint-Pierre de Louvain.
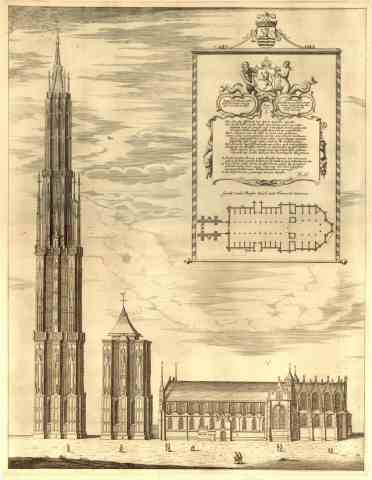
La tour de Saint-Liévin de Zierikzee (Zélande) était conçue pour atteindre environ 200 m, mais construite sur un polder elle devint instable dès qu'elle atteignit 60 m.
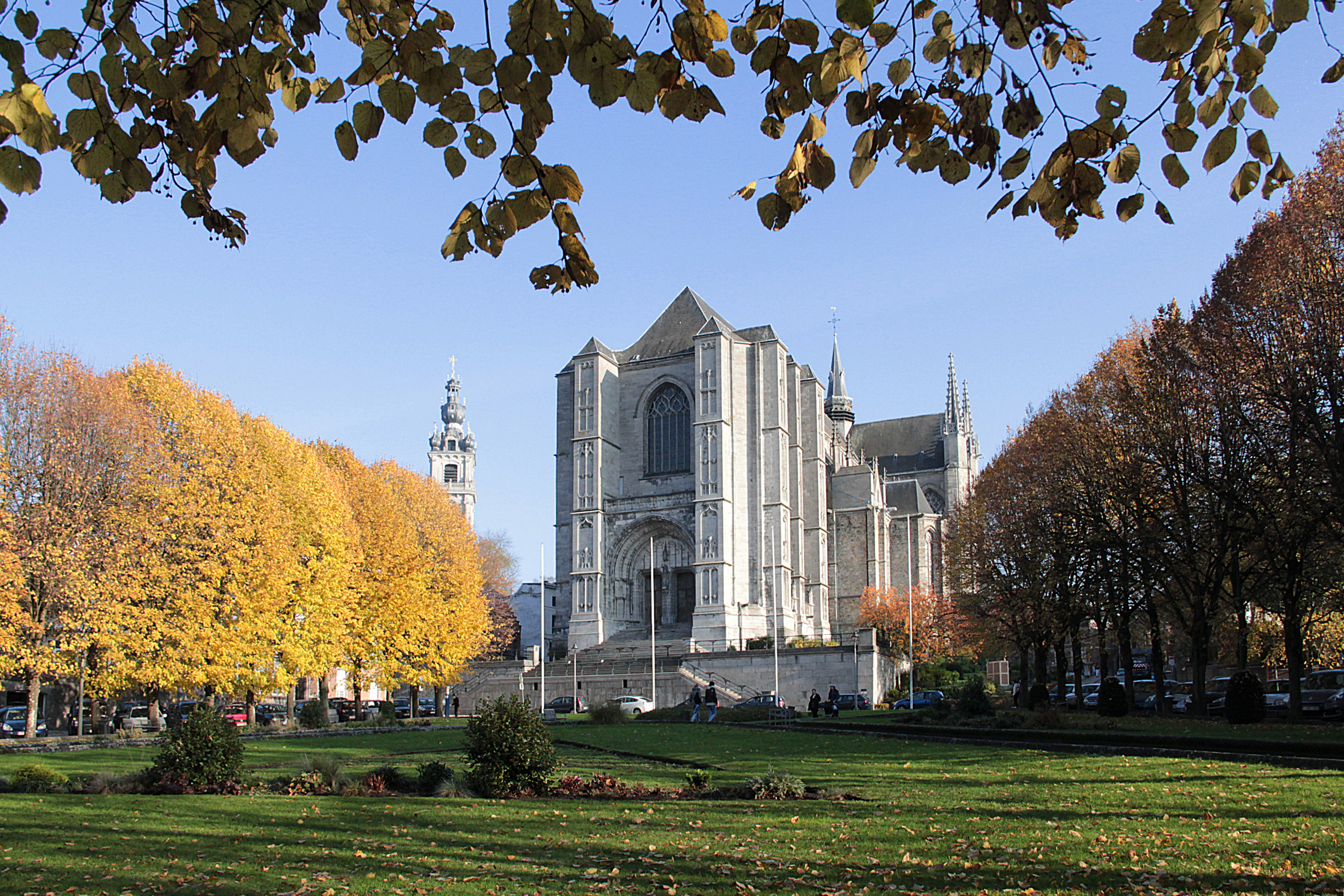
La tour de la collégiale Sainte-Waudru de Mons aurait dû mesurer environ 190 m, mais par manque de financement elle ne dépasse pas la hauteur de la nef.
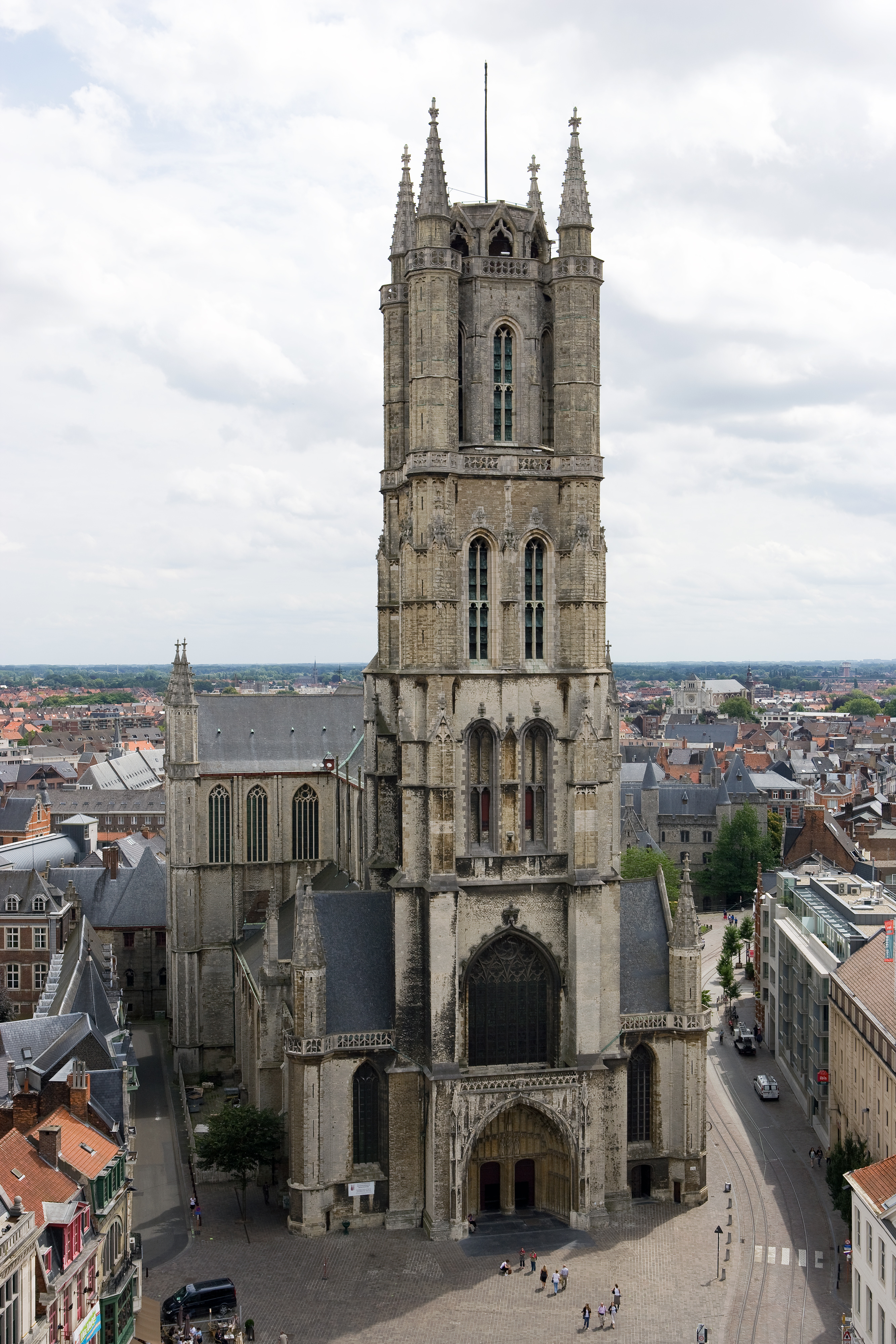
La tour de la cathédrale Saint-Bavon de Gand a possédé une très haute flèche, mais elle fut détruite par la foudre au XVIIe siècle.
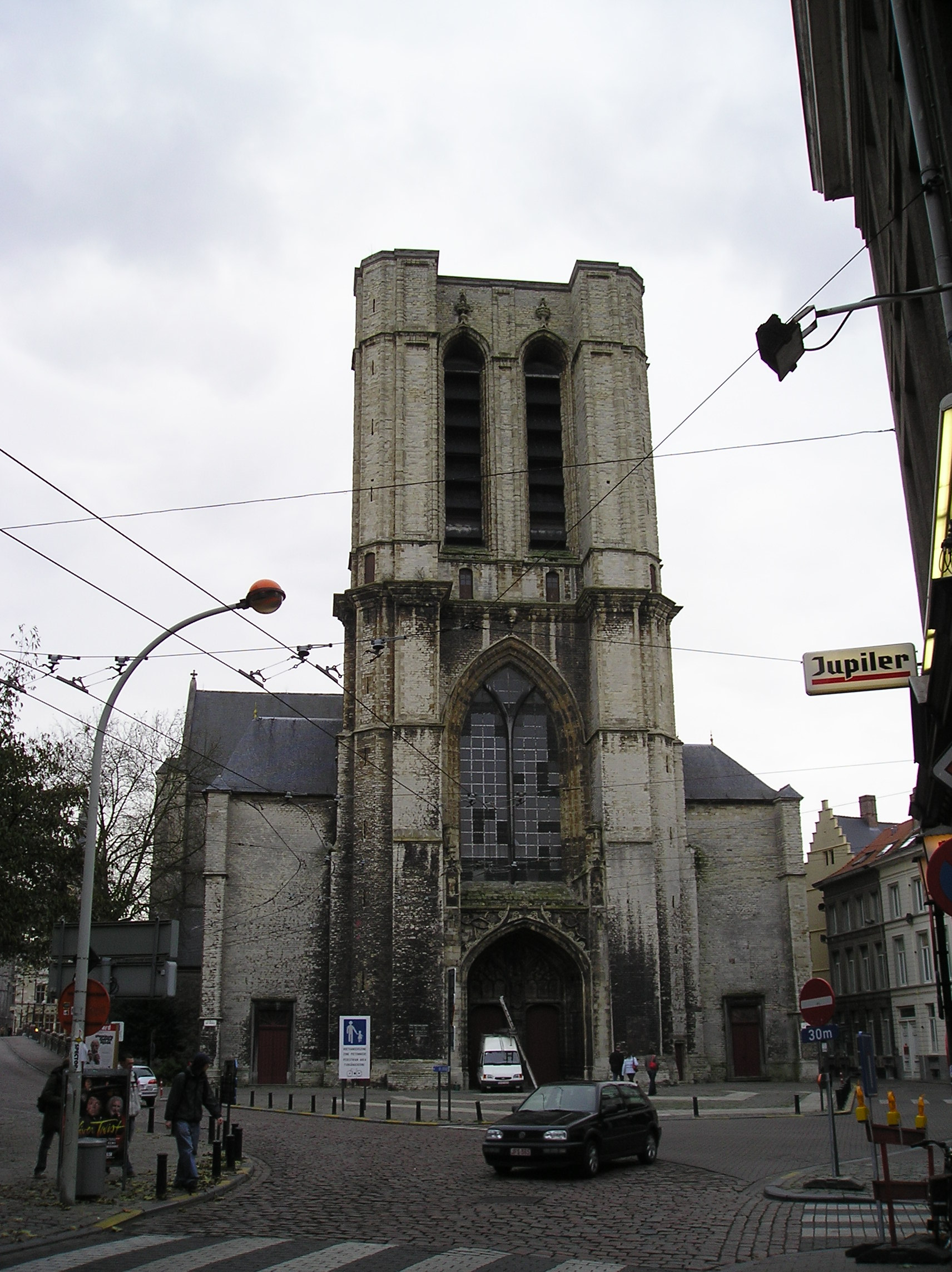
La tour de l'église Saint-Michel de Gand, inachevée, était prévue pour 132 m.
L'église Notre-Dame de Bréda est plus modeste, mais elle aussi est inachevée, elle fut terminée par une charpente en bulbe.
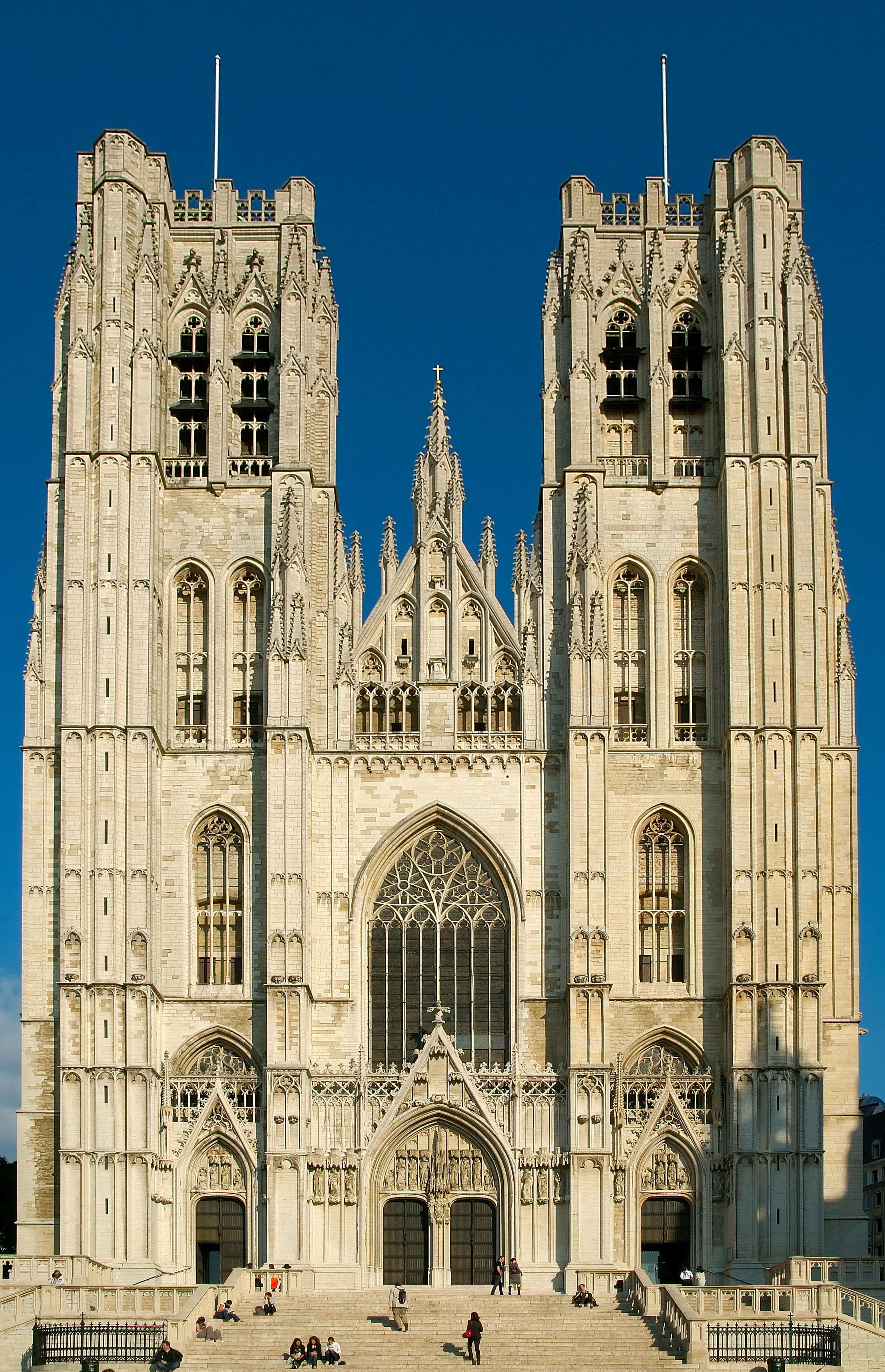
Évidemment, les deux tours de la cathédrale de Bruxelles ne sont pas terminées.
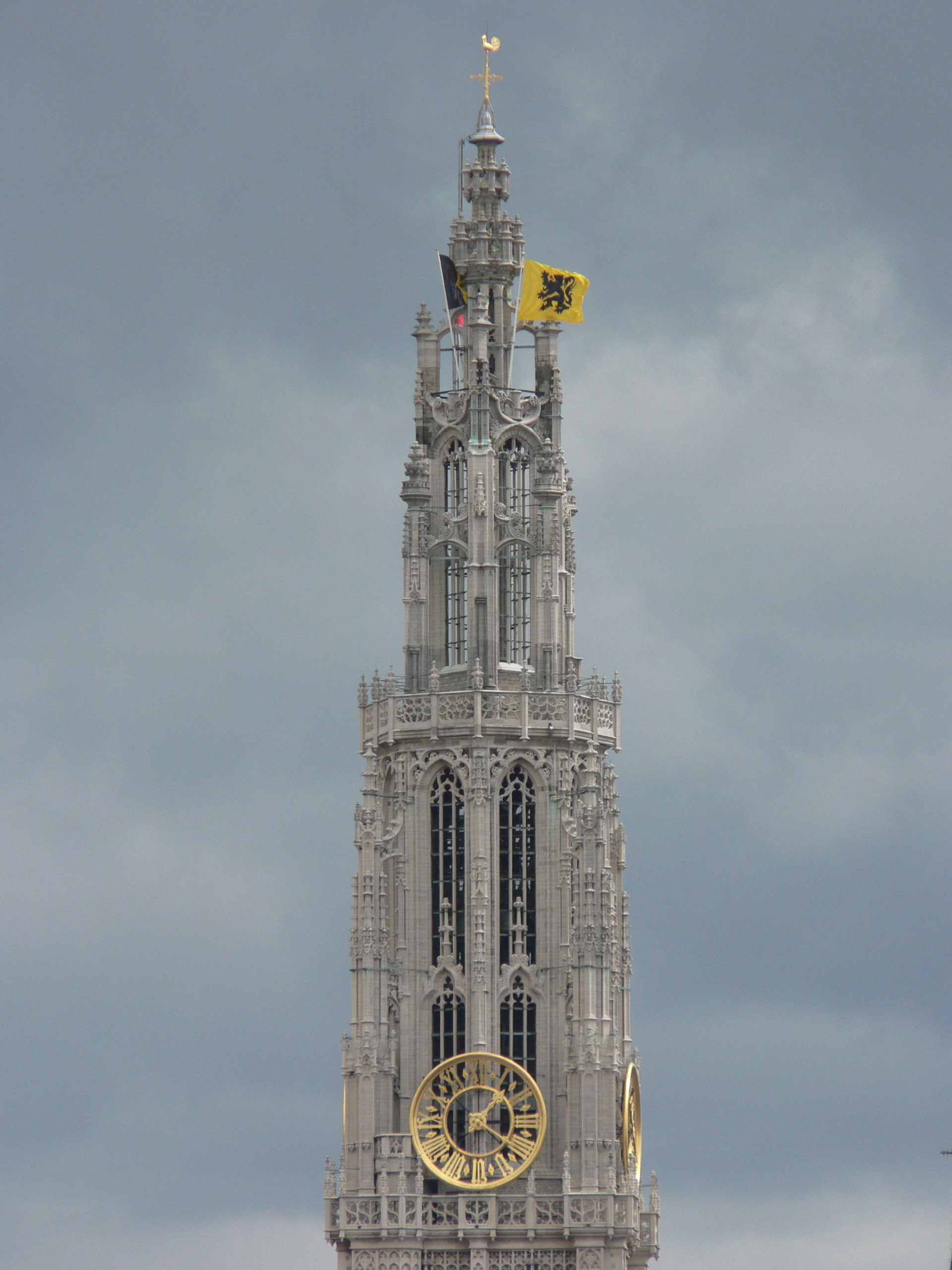
La tour nord de Notre-Dame d'Anvers est la seule qui soit actuellement achevée, mais moins haute que prévu, avec « seulement » 123 m.
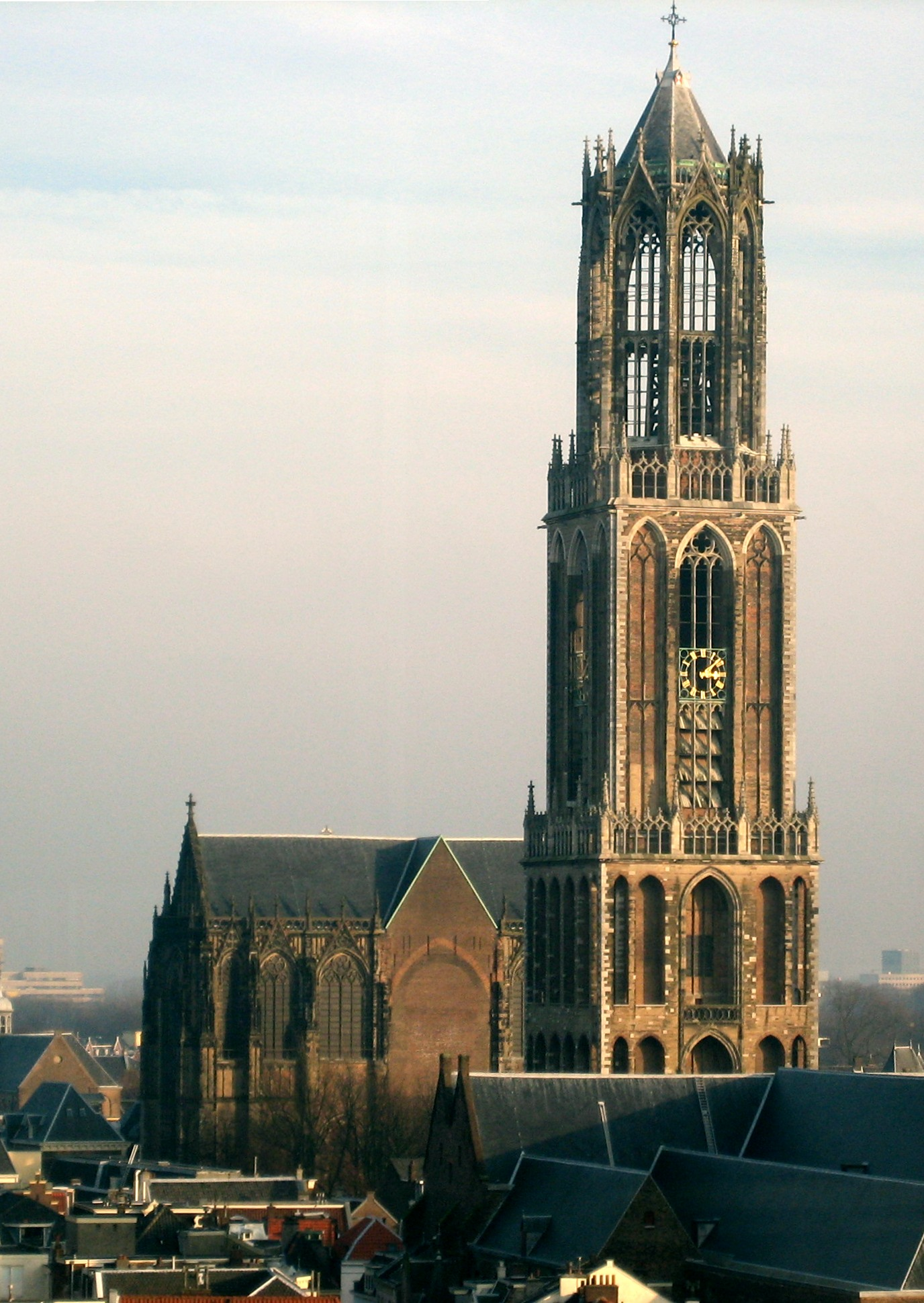
La tour de la cathédrale Saint-Martin d'Utrecht a été terminée par un octogone léger coiffé d'un cône pour atteindre 112 m.

Les matériaux utilisés pour les constructions varient en fonction des disponibilités locales et peuvent conditionner par certains aspects le style des bâtiments. Très typiquement, dans une grande partie de l'ancien duché de Brabant, c'est un calcaire gréseux (ou grès calcaire) blanc qui domine, notamment la pierre de Gobertange et apparentées (étage du Bruxellien, ère Tertiaire). C'est une pierre de petit appareil du fait de sa disponibilité principalement en strates de faible épaisseur dans les gisements, ce qui la fait ressembler à de grosses briques blanches. Les pierres de plus forte épaisseur, moins abondantes dans les carrières, sont réservées pour les parties délicates de l'architecture. Sa couleur peut varier du beige clair au blanc tendant sur le gris, elle est souvent d'une grande luminosité et procure un éclat particulier aux monuments brabançons. Cette pierre a une texture fine et dense, elle est bien plus solide que la craie ou le tuffeau, tout en restant facile à travailler, ce qui autorise des structures assez audacieuses, comme les balustrades perchées sur des encorbellements au dessus du vide. Dans le comté de Flandre, c'est un calcaire gréseux très semblable (même étage géologique), souvent un peu plus jaunâtre, qui est le plus utilisé : la pierre de Balegem, près de Gand. Ailleurs (Campine, Flandre occidentale, Hollande), la brique domine fréquemment, généralement en mélange avec de la pierre ; ces briques peuvent être rouges ou jaune clair selon les régions. Dans l'est du duché de Brabant, des grès grossiers ferrugineux brun-rouge sombre sont aussi utilisés, conférant une couleur de chocolat et un aspect singulier, peu sculpté, à certains monuments. En Hollande et à Utrecht, des grès fins importés d'Allemagne, comme celui d'Obernkirchen, et le tuf volcanique de l'Eifel, qui furent utilisés aussi pour la cathédrale de Cologne, sont très utilisés en association avec la brique et un peu de pierre bleue de Meuse. La collégiale Sainte-Waudru de Mons est quant à elle construite principalement en pierre bleue locale.

## Liste
Voir Liste des églises de style barbançon

## Monuments principaux

### Monuments religieux
- La cathédrale Saint-Rombaut de Malines avec son immense clocher-porche qui fit l'admiration de Vauban.
- La cathédrale Saints-Michel-et-Gudule de Bruxelles, dont la façade a deux tours, mais dont le style brabançon est malgré tout bien reconnaissable.
- La Basilique Saint-Martin de Hal.
- La cathédrale Saint-Jean de Bois-le-Duc.
- L'église Notre-Dame de la Chapelle de Bruxelles.
- La collégiale Saint-Gommaire de Lierre.
- La cathédrale Notre-Dame d'Anvers, dont la façade est largement inspirée de celle de Bruxelles.
- La collégiale Saint-Pierre de Louvain.
- L'Église Saint-Sulpice-et-Saint-Dionysius de Diest.
- L'église Notre-Dame d'Aarschot.
- La collégiale Sainte-Waudru de Mons.
- Le monastère de Brou (Bourg-en-Bresse).
- L’église Saint-Maurice de Lille.

### Monuments civils
- L'hôtel de ville de Bruxelles.
- L'hôtel de ville de Louvain.
- L'hôtel de ville d'Audenarde.
- La partie supérieure octogonale du beffroi de Bruges.
- L'hôtel de ville de Bruges (sur la place du Bourg).
- L'hôtel de ville de Gand dont le dessin de l'élévation sur parchemin, des architectes D. De Waghemakere et Rombaut II Keldermans (nl) (1518) est exposé au musée de la Bijloke de Gand.
- L'hôtel de ville de Middelbourg.

## Galerie
|  |  |  |

|  |  |  |

## Variantes
- Le gothique du Démer (Demergotiek), autour d'Aarschot et de Diest
- Le gothique campinois (Kempense gotiek)

## Gothique hollandais et zélandais
Dans les anciens comtés de Hollande et de Zélande, bien des églises sont construites en un style gothique que l'on appelle à tort gothique hollandais ou gothique zélandais. 

Il s'agit en fait également d'une variante du gothique brabançon, caractérisée par quelques concessions faites aux conditions naturelles locales.
Ainsi les voûtes de pierre et les arcs-boutants rendus nécessaires par leur présence, sont abandonnés (sauf à Dordrecht), étant donné la nature bourbeuse du sol. Quelques exemples d'églises intéressantes de cette variante :
- La Grande Église (Grote Kerk) ou église Notre-Dame de Dordrecht
- La Grande Église ou église Saint-Laurent d'Alkmaar
- La Grande Église ou église Saint-Laurent de Rotterdam
- La Grande Église ou église Saint-Bavon de Haarlem
- La basilique Saint-Willibrord de Hulst

|  |  |

|  |  |  |